# Lahn (cidade)
Lahn era uma cidade no estado do Hesse, na Alemanha, fundada em 1 de Janeiro de 1977 pela junção das cidades vizinhas de Gießen e Wetzlar, localizadas nas margens do rio Lahn. O nome do rio foi então proposto para baptizar a nova cidade. No entanto, uma vez que a decisão de criação da cidade conjunta nunca foi muito popular entre os habitantes das cidades originais, a junção foi anulada em 31 de Julho de 1979. Assim, a cidade de Lahn apenas existiu durante dois anos e meio. 